# Paoua
Paoua város a Közép-afrikai Köztársaságban Ouham-Pendé prefektúrában. 

## Története
A város 2005-08 között zajló polgárháború alatt jelentős károkat szenvedett. A környék nagyobb települései Goroumo és Beogombo Deux-vel együtt ez a város is elnéptelenedett. A helyzet jobbrafordulása után, megindult a visszatelepülés, de továbbra is nagy bizonytalanság jellemzi a környéket mind gazdasági, mind politikai téren.

## A város szülöttei
- Ange-Félix Patassé  közép-afrikai politikus, a Közép-afrikai Köztársaság elnöke